# Li Ling (lanceuse de poids)
Pour les articles homonymes, voir Li Ling, Li et Ling.
Ne doit pas être confondu avec Li Ling (perchiste).
Li Ling (en pinyin : Lǐ Líng, née le 7 février 1985) est une athlète chinoise spécialiste du lancer du poids. 
Troisième des Championnats d'Asie 2005, elle se classe cinquième de la Coupe du monde des nations 2006 et obtient cette même année son premier titre international majeur en remportant la finale des Jeux asiatiques de Doha. En 2007, la Chinoise termine au pied du podium des Championnats du monde d'Osaka en améliorant son record personnel avec un jet à 19,38 m.
En 2010, Li Ling remporte les Jeux asiatiques de Canton et établit à cette occasion un nouveau record personnel avec 19,94 m.

## Palmarès
| Date | Compétition                | Lieu      | Résultat | Marque  |
| ---- | -------------------------- | --------- | -------- | ------- |
| 2005 | Championnats d'Asie        | Incheon   | 3e       | 18,04 m |
| 2006 | Coupe du monde des nations | Athènes   | 5e       | 19,05 m |
| 2006 | Jeux asiatiques            | Doha      | 1re      | 18,42 m |
| 2007 | Championnats du monde      | Osaka     | 3e       | 19,38 m |
| 2008 | Jeux olympiques            | Pékin     | 12e      | 17,94 m |
| 2010 | Jeux asiatiques            | Guangzhou | 1re      | 19,94 m |
| 2011 | Championnats du monde      | Daegu     | 5e       | 19,71 m |
| 2012 | Jeux olympiques            | Londres   | 3e       | 19,63 m |
| 2013 | Championnats du monde      | Moscou    | 5e       | 18,39 m |